# Пантелеева, Серафима Васильевна
Серафи́ма Васи́льевна Пантеле́ева (урождённая Ла́ткина; 1846—1918) — русская феминистка, физиолог, писательница и переводчица.

## Биография
Серафима Васильевна родилась в 1846 году в Санкт-Петербурге в семье купца В. Н. Латкина.
В 1864 году она вышла замуж за студенческого активиста и издателя Лонгина Пантелеева.
В 1864 году мужа арестовали за революционную деятельность и в 1866 году после его осуждения Пантелеева последовала за ним в сибирскую ссылку.
В 1867 году после смерти второго ребёнка и отца Пантелеева вернулась домой.
В 1870 году записалась на курсы Владимирских лекций, а затем стала студенткой в Цюрихском университете по специальности физиология.
Некоторые из её работ были позже опубликованы в Журнале медицинских наук (нем. Zentralblatt für Medizinische Wissenschaften).
В 1875 году присоединилась к литературной деятельности мужа после его возвращения из ссылки. Завершила свои исследования в лабораториях Медико-хирургической академии, а затем в Российской академии наук.
У Пантелеевой не было возможности работать по специальности и она начала переводить научные статьи и писать научно-популярные эссе.
После подписания двух петиций против жестокого обращения с мирными демонстрантами в 1901 году Пантелеева с мужем были высланы из Санкт-Петербурга на три года. Большую часть времени они провели в Западной Европе, прежде чем вернуться в 1904 году.
Пантелеева умерла в Петрограде в 1918 году.

## Общественная деятельность
В 1900-х годах Пантелеева стала интересоваться женским образованием.
В декабре 1908 года была делегатом Первого Всероссийского женского съезда.
Пять лет спустя она представила доклад на Первом Всероссийском съезде о женском образовании о её опыте в Цюрихе.
Была вице-председателем Российской Лиги равноправия женщин.